# Ghiandola esocrina

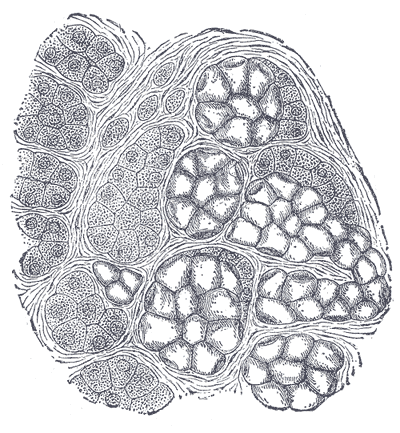
Ghiandola salivare umana, una ghiandola esocrina. Sulla sinistra sono visibili numerosi adenomeri alveolari, che secernono muco.

Le ghiandole esocrine sono ghiandole che versano il loro secreto all'esterno del corpo o in cavità comunicanti con l'esterno ma anche all'interno del corpo, per esempio, le ghiandole sudoripare, lacrimali, sebacee, mammarie, salivari riversano il loro secreto all'esterno del corpo mentre il pancreas esocrino ed il fegato riversano i loro prodotti nel lume interstiziale. Entrambi i tipi di ghiandola (esocrina ed endocrina) originano da un epitelio di rivestimento come un’invaginazione di cellule epiteliali che invade, proliferando il tessuto connettivo sottostante. Successivamente, nel caso delle ghiandole esocrine, le cellule profonde del cordone cellulare si differenziano in elementi secernenti mentre la porzione di connessione con l’epitelio superficiale si trasforma in dotto escretore che raccoglie il secreto e lo convoglia all’esterno. Nelle ghiandole endocrine, invece, il dotto che connette la ghiandola alla superficie scompare, lasciando così la ghiandola isolata dall’epitelio di rivestimento e facendo sì che il prodotto di secrezione sia riversato direttamente nei capillari sanguigni. Morfologicamente, si contraddistinguono quindi per la presenza di un canale cavo, di forma tubulare denominato dotto escretore che le connette all'esterno del corpo che permette la secrezione delle sostanze prodotte.

## Tipi di ghiandole esocrine
Le ghiandole esocrine sono classificate sulla base della complessità strutturale della loro forma sia in base al numero di cellule interessate a formare la ghiandola che inn base alla loro struttura ma anche in base ai modo di escretare le sostanze. Questo consente di suddividerle in: 
- Unicellulari e pluricellulari;
- Esocrine semplici e composte;
- Modalità di secrezione;
- Natura del secreto.

### Unicellulari e pluricellulari
Il primo criterio di classificazione riguarda il numero delle cellule che formano la ghiandola esocrina.
- Ghiandole esocrine unicellulari, nei mammiferi l’unico esempio è la cellula mucipara caliciforme che intercalata tra le cellule di rivestimento dell’epitelio cilindrico o pluriseriato di molte membrane mucose, come quella dell’intestino e delle vie respiratorie. La cellula caliciforme secerne mucina, una miscela di glicoproteine particolarmente glicosilate e idratate che formano una sostanza chiamata muco. Durante il processo di secrezione, gocce di mucinogeno avvolte da una membrana, si accumulano nella regione del Golgi che situata tra il nucleo e la superficie libera della cellula. A man mano che le gocce si accumulano, la porzione apicale della cellula si distende ed assume una tipica forma a calice mentre il nucleo viene schiacciato al polo opposto. Durante la fase di secrezione, la membrana contenente il prodotto si fonde con la membrana plasmatica ed il muco è riversato all’esterno. Tipica di intestino e vie respiratorie.
- Ghiandole esocrine pluricellulari, possono essere classificate in rapporto alla loro posizione. Come è stato detto, le ghiandole esocrine derivano dall’epitelio di rivestimento della cute o delle mucose e viene sono collegate tramite il sistema dei dotti escretori. Esse possono rimanere nello spessore della parete del viscere nel quale versano il loro secreto, e allora si parla di ghiandole intraparietali, oppure possono svilupparsi al di fuori del viscere, pur rimanendovi collegate per mezzo del dotto escretore, e costituiscono allora le ghiandole extraparietali.
  - Intraparietali si dividono in:
    - Intraepiteliali, quando sono contenute nello spessore dell’epitelio di rivestimento della mucosa da cui derivano. Nei mammiferi le ghiandole pluricellulari intra epiteliali sono rare: si trovano ad esempio nell’uretra cavernosa e sono formate da cumuli di cellule disposte a delimitare un piccolo lume, accolto nello spessore dell’epitelio di rivestimento;
    - Esoepiteliali, quando si approfondiscono al di sotto dell’epitelio, nello spessore della tonaca propria o della tonaca sottomucosa. La maggior parte delle ghiandole pluricellulari sono intraparietali esoepiteliali.

  - Extraparietali, quelle ghiandole pluricellulari che non rimangono nella parete del viscere da cui originano (fegato, pancreas, ghiandole salivari).

### Esocrine semplici e composte
Le ghiandole esocrine sono costituite da due porzioni morfologicamente e funzionalmente distinte: la porzione escretrice, costituita dal dotto escretore, e la porzione secernente, definita adenomero. La categoria delle ghiandole esocrine semplici comprende ghiandole formate da una o più unità secernenti, connesse alla superficie dell’epitelio direttamente o per mezzo di un dotto non ramificato. Nell’uomo le ghiandole semplici sono classificate in:
- Tubulare semplice, sono contenute nello spessore del tessuto connettivo e si dispongono a circoscrivere una struttura tubulare rettilinea nel cui lume riversano il secreto, non esiste quindi una separazione tra porzione secernente e porzione escretrice (le ghiandole intestinali o cripte di Lieberkühn nel hanno questa struttura).
- Tubolare semplice ramificata, in questa categoria il dotto escretore si ramifica ripetutamente (le ghiandole di Brunner del duodeno hanno questa struttura).
- Tubulari semplice a gomito o glomerulari, in cui l’organo secernente ha forma di tubulo. La sua estremità è avvolta in un gomitolo e costituisce l’unità secernente, la restante parte rettilinea costituisce il dotto escretore (le ghiandole sudoripare presentano questa struttura).
- Acinosa semplice, l’adenomero ha forma di una piccola sfera, anziché un tubulo. Le ghiandole acinose formate da un solo alveolo non sono presenti nei mammiferi.
- Acinosa semplice ramificata, sono suddivise in più acini che si connettono ad un unico dotto (ghiandole sebacee della cute).

La categoria delle ghiandole esocrine composte, a differenza delle semplici, in dotto escretore principale si ramifica ripetutamente in condotti di calibro progressivamente decrescente che terminano con l’adenomero. Ciascuna ramificazione è provvista di un’unità secernente. A questa categoria appartengono le ghiandole più grosse dell’organismo. A seconda della forma degli adenomeri, le ghiandole composte si classificano in:
- Tubolare composta, in cui gli adenomeri posti alle estremità delle singole ramificazioni hanno forma tubolare (le ghiandole bulbo-uretrali hanno questa struttura).
- Acinosa composta, in cui gli adenomeri hanno forma grossolanamente sferica oppure, più comunemente, sono formati da tubuli ramificati provvisti di numerosi diverticoli acinosi della parete e delle estremità.
- Tubuloacinosa composta, categoria in cui appartengono la maggior parte delle ghiandole esocrine più grosse come pancreas esocrino, le ghiandole lacrimali e salivari.

Nelle grosse ghiandole è presente una componente connettivale di sostegno che costituisce lo stroma, ovvero una guaina connettivale che avvolge tutta la ghiandola. Dall’ilo della ghiandola si dipartono poi dei setti connettivali (setti interlobari) che suddividono la ghiandola in lobi, i lobi sono a loro volta suddivisi da sepimenti connettivali più sottili (setti interlobulari) in lobuli. Il lobulo contiene una delicata rete di fibre reticolari, connettivo reticolare o stromale che avvolge tutta la parte terminale dei condotti escretori e gli adenomeri. Nello stoma decorrono i dotti, i vasi sanguigni e le terminazioni nervose le cui ultime ramificazioni formano delle reti attorno alle pareti terminali dei condotti escretori ed agli adenomeri rimanendo però separate dalle cellule epiteliali per mezzo della lamina basale. Le ultime suddivisioni delle fibre nervose terminano con piccoli rigonfiamenti sulla superficie delle cellule ghiandolari.

### Modalità di secrezione

Modalità di secrezione cellulare esocrina.

Le ghiandole esocrine possono essere classificate in base al modo in cui le cellule che compongono l'adenomero espellono il secreto:
- nelle ghiandole merocrine o eccrine le cellule liberano solo il secreto, tramite esocitosi;
- nelle ghiandole apocrine una parte della membrana cellulare delle cellule secretrici si invagina e si estroflette, separandosi dalla cellula assieme al secreto e a parte del citoplasma;
- nelle ghiandole olocrine l'intera cellula va incontro a lisi durante il processo di secrezione.

### Per tipo di secreto
Le ghiandole vengono classificate infine tramite il tipo di secreto che producono:
- le ghiandole sierose producono un liquido sieroso, ricco di proteine ed enzimi;
- le ghiandole mucose secernono muco, una sostanza costituita principalmente da glicoproteine e glicosaminoglicani;
- le ghiandole miste producono invece sia siero che muco;
- le ghiandole citogeniche che producono cellule (es. spermatozoi nei tubuli seminiferi).